# Ich, der Robot
Ich, der Robot, auch Ich, der Roboter, (englischer Titel I, Robot) ist ein von Isaac Asimov im Jahr 1950 veröffentlichter Roman, der neun inhaltlich zusammenhängende Kurzgeschichten durch eine Rahmenhandlung miteinander verbindet.  Die einzelnen Erzählungen erschienen zwischen 1940 und 1950 in verschiedenen Science-Fiction-Magazinen. Die deutsche Erstausgabe kam 1952 unter dem Titel Ich, der Robot im Rauch-Verlag heraus als Band 4 der Reihe Rauchs Weltraumbücher, versehen mit Einführung und philosophischem Kommentar des Herausgebers Gotthard Günther.
Das Buch gilt als Klassiker der Science-Fiction-Literatur. In der enthaltenen Erzählung Runaround werden die drei Robotergesetze von Asimov zum ersten Mal postuliert.

## Inhalt
Die Rahmenhandlung besteht aus einem Interview des Erzählers mit der Hauptfigur Dr. Susan Calvin, einer Roboterpsychologin, die beim führenden Hersteller von Robotern, U.S. Robots, arbeitet. In einem Rückblick auf ihr Leben beschreibt Calvin die Entwicklungsgeschichte der Roboter, die in neun Kurzgeschichten chronologisch erzählt wird. Der Autor beschreibt dabei die Probleme, Ängste und die philosophischen und moralischen bzw. ethischen Fragestellungen, die aus der Existenz von Robotern entstehen, die sich immer weniger von Menschen unterscheiden und diesen in vielen Belangen sogar überlegen sind. Zugleich zeigt er auch die Stärken und Schwächen des Menschen im Vergleich zu Robotern auf. Siehe dazu auch: Künstliche Intelligenz.

## Enthaltene Erzählungen
- Robbie (Robbie), zuerst als Strange Playfellow in Super Science Stories, September 1940.
- Runaround (Runaround), zuerst in Astounding, März 1942.
- Vernunft (Reason), zuerst in Astounding, April 1941.[1]
- Erst den Hasen fangen! (Catch That Rabbit), zuerst in Astounding, Februar 1944.
- Ein Lügner (Liar), zuerst in Astounding, Mai 1941.
- Kleiner verlorener Robot (Little Lost Robot), auch als Kleiner verlorener Roboter, zuerst in Astounding, März 1947.
- Flucht (Escape), zuerst als Paradoxical Escape in Astounding, August 1945.
- Beweismaterial (Evidence), zuerst in Astounding, September 1946.
- Der vermeidbare Konflikt (The Evitable Conflict), zuerst in Astounding, Juni 1950.

## Relevante Filminhalte
- The Outer Limits (Originalserie) I, Robot 2. Staffel, Episode 9 (1964)
- Outer Limits – Die unbekannte Dimension (Neuauflage) I, Robot 1. Staffel, Episode 18 (1995)
- I, Robot, US-amerikanischer Spielfilm von Alex Proyas mit Will Smith in der Hauptrolle (2004)

## Hörspiele
- Robbie, das Kindermädchen (Robbie), WDR 1969[2]
- Robot-Karussell (Runaround), SDR 1970[3]
- Vernunft (Reason), WDR 1969[4]
- Ein Lügner (Liar!), WDR 1969[5]
- Kleiner verlorener Sohn, auch unter dem Titel Kleiner verlorener Robot ausgestrahlt, (Little Lost Robot), WDR 1969[6]
- Der Gouverneur ist zu perfekt (Evidence), SDR 1969[7]
- Beweismaterial (Evidence), WDR 1969[8]

## Notizen
1. ↑  udT Logik übersetzt von Peter Naujack, in: Roboter. Fischer TB, 1971, ISBN 978-3-436-01363-9, S. 7–27. Zuerst Diogenes Verlag, 1962. Auch in Die besten SF-Geschichten, 1970. Auch in Erik Simon (Hrsg.): Maschinenmenschen. Neues Berlin, Berlin 1980.
2. ↑  hoerspiele.dra.de
3. ↑  hoerspiele.dra.de
4. ↑  hoerspiele.dra.de
5. ↑  hoerspiele.dra.de
6. ↑  hoerspiele.dra.de
7. ↑  hoerspiele.dra.de
8. ↑  hoerspiele.dra.de